# Stenskvätta
Stenskvätta (Oenanthe oenanthe) är en fågel som numera placeras i familjen flugsnappare.

## Utseende och läte
Stenskvättan är en 14–16,5 centimeter lång fågel med ett vingspann på 26-32 centimeter. Den står ofta mycket upprätt med kroppen och knixar med kropp och stjärt. Näbben är tunn, vass, rak, och svart med en smal upphöjd kant mellan näsborrarna. Den korta stjärten har i alla dräkter ett brett svart terminalband och de centrala stjärtfjädrarna är helsvart, medan de yttre stjärtfjädrarna är vita ovanför terminalbandet. Den svarta T-formen på stjärten kontraserar och syns väl mot det vita på stjärten och övergumpen när fågel breder ut stjärten i flykten. 
Adult hane i vår- och sommardräkt har askgrå rygg och hjässa, vitt på panna och ögonbrynstreck, svart tygel och örontäckare. Ovansidan av vingarna är svarta och undersidan gråaktig. Bröstet och strupen är gulbeigetonad, undergumpen är vitaktig.
Mot hösten ser hanen mer brunaktig ut och har svarta vingar med smala ljusa bräm, svart tygel och även en del svart på örontäckarna. Honan har ungefär samma dräktmönster och färg som hanen men är mindre distinkt tecknad och saknar den svarta tygeln. Juvenila och första vinterns fåglar är ljusare än adulta fåglar.

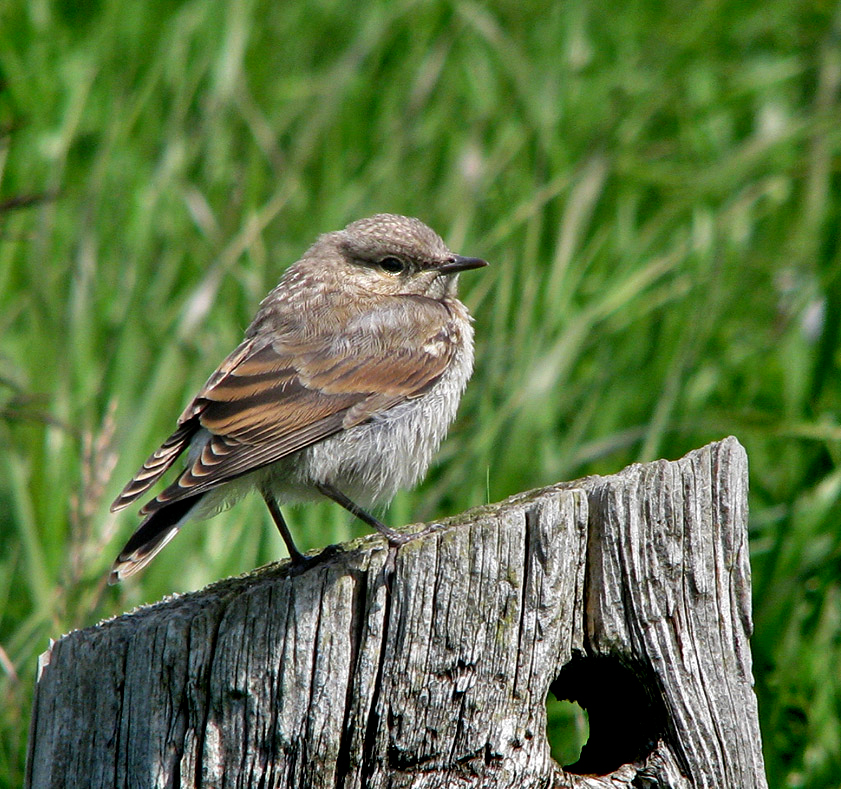
En ungfågel av stenskvätta.

Fåglar av underarten leucorhoa (grönlandsstenskvätta, se nedan) är mörkare och mer storvuxna. Första vinterns fåglar är mer mättat rödbeiga än en normalindivid i samma ålder av nominatformen. Dock förekommer det individer av nominatformen som också kan vara mycket lika leucorhoa’'.

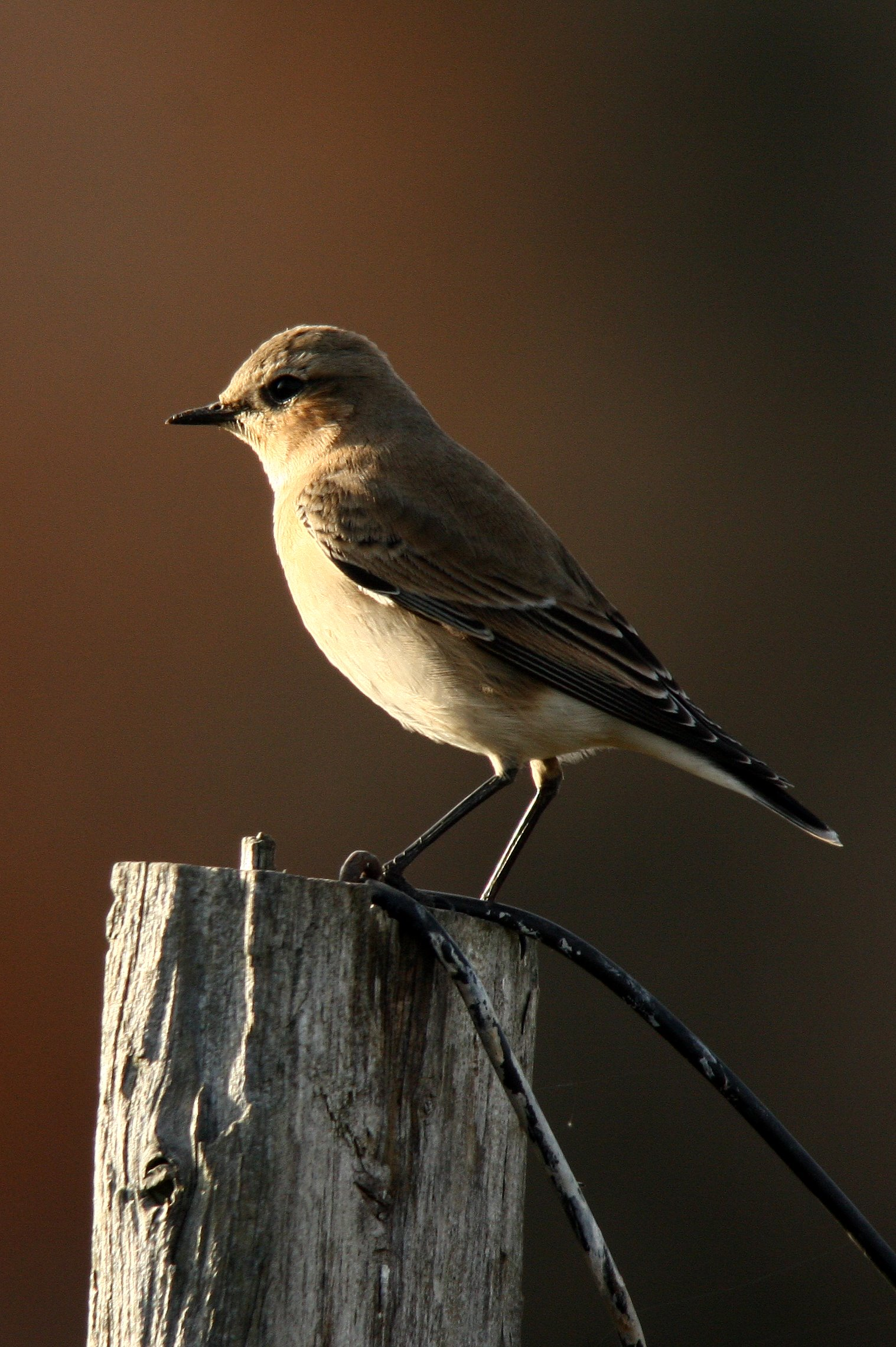
En grönlandsstenskvätta i vinterdräkt, fotograferad i New York i oktober.

Hos atlasstenskvättan (O. seebohmi), tidigare behandlad som underart till stenskvättan (se Systematik nedan), har adulta hanen i häckningsdräkt svart strupe, svarta undre vingtäckare och mer vitt i pannan. Den har även ljusare bröst och undersida. Vingen är också kortare medan näbb och stjärt är längre. Honan är i princip helt lik stenskvättehonan men vissa individer har mörkskuggad grå strupe. Lätena är även de lika stenskvättans, men sången möjligen svagare och mindre skrapig.

### Läte
Lock och oroslätet är ett rakt visslande hiit eller ett smackande tjack. Dess sång är kraftfull, snabb, hårt kvittrig och knastrig strof med locklätet invävt. Den brukar framföras från en upphöjd sittplats men ibland också i flykten. Sången kan höras på efternatten och i dagningen men även under dagtid.

## Utbredning och systematik
Stenskvättan har en mycket vidsträckt geografisk utbredning. Den förekommer i hela Europa, norra och mellersta Asien, norra Afrika samt på Grönland och i nordvästligaste Kanada. Stenskvättan är därmed den enda arten inom familjen flugsnappare som har en population med en utbredning utanför Gamla världen. 
Hela världspopulationen är flyttfåglar och övervintrar i Afrika, varav den kanadensiska populationen tillhör världens riktiga långflyttare. Forskning vid Sveriges Lantbruksuniversitet på stenskvättor utanför Uppsala visar att de stannar vid Medelhavet cirka tre till fyra veckor på hösten och två till tre veckor under våren på väg till och från området söder om Sahara.
Stenskvättan delas numera upp i två underarter med följande utbredning:
- Oenanthe oenanthe oenanthe – merparten av världspopulationen tillhör nominatformen
- Oenanthe oenanthe leucorhoa, grönlandsstensvätta[7] – häckar i Kanada, på Grönland och Island

Atlasstenskvättan (Oenanthe seebohmi) behandlades tidigare som en del av stenskvättan, men urskiljs allt oftare som egen art på basis av hanens avvikande dräkt och allopatrisk utbredning, bland annat i fälthandböcker som Fågelguiden, sedan 2016 av Birdlife International och IUCN, samt sedan 2021 även av tongivande International Ornithological Congress (IOC). och 2022 Clements et al.

### Stenskvättan i Skandinavien
Stenskvättan är en väl spridd art i Skandinavien och förekommer ända upp på kalfjället. Den finns på sina häckplatser i Sverige mellan april och september. Grönlandsstenskvättan, underarten leucorhoa, är en sällsynt gäst i Sverige med ett knappt 40-tal fynd, varav nära hälften utgörs av ringmärkta fåglar på ön Nidingen i Halland.

### Familjetillhörighet
Stenskvättorna ansågs fram tills nyligen liksom bland andra buskskvättor, stentrastar, rödstjärtar vara små trastar. DNA-studier visar dock att de är marklevande flugsnappare (Muscicapidae) och förs därför numera till den familjen.

## Ekologi

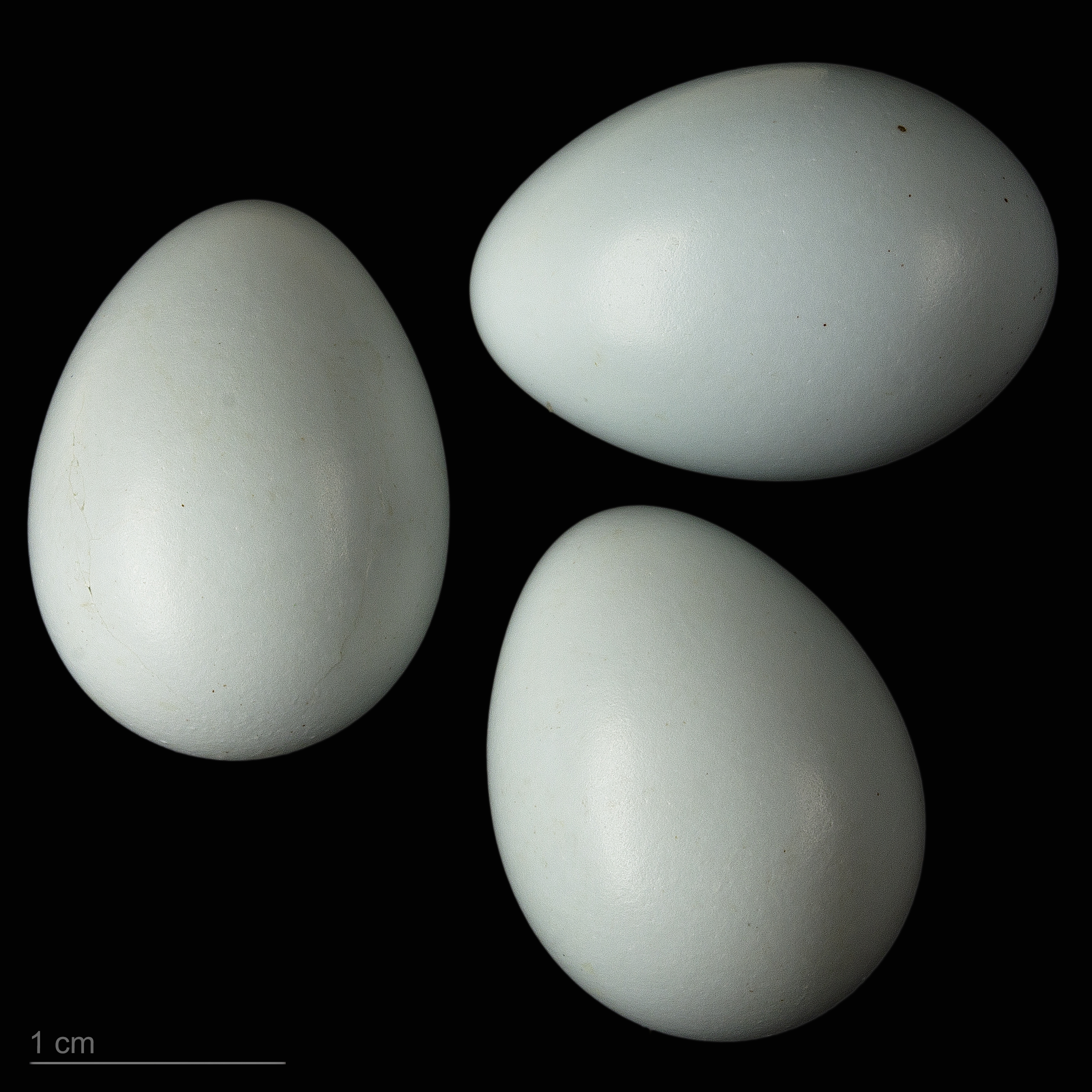
Oenanthe oenanthe oenanthe

Stenskvättan är livlig och lever parvis. Deras föda består uteslutande av insekter, maskar och andra smådjur. De uppehåller sig på stenig och öppen terräng, på åkrar och ängsmark, fjällhedar, strandängar, klippöar och alvarsmark bland buskar, stengärdsgårdar, rösen men aldrig i större skogar. I södra Europa förekommer den framför allt på hög höjd i alpin miljö. Sina bon lägger de på marken eller i hål bland stenar. Båda föräldrarna deltar i ruvandet av äggen och uppfödandet av ungarna. Det förekommer även att de häckar under trasiga tegelpannor, till exempel på lador.

## Stenskvättan och människan

### Status och hot
Arten har ett stort utbredningsområde och en stor population, men tros minska i antal, dock inte tillräckligt kraftigt för att den ska betraktas som hotad. Internationella naturvårdsunionen IUCN kategoriserar därför arten som livskraftig (LC). Populationen i Europa uppskattas till mellan knappt 5,3 och 15,8 miljoner par. Studier visar att beståndet minskade något mellan 1980 och 2013.
I Sverige var stenskvättan upptagen som missgynnad på 2005 års rödlista. Från och med  2010 års rödlista anges den inte längre som hotad. Beståndet uppskattas till 290 000 par.

### Namn
På Gotland har den kallats staingylp.